# Perithous transversus
Perithous transversus là một loài tò vò trong họ Ichneumonidae.